# الجمهوريانية في أستراليا
الجمهوريانية في أستراليا، هي حركة تسعى إلى تغيير نظام الحكم في أستراليا من ملكية دستورية إلى جمهورية. تُبنّيت الجمهوريانية لأول مرة في أستراليا قبل اتحاد أستراليا في العام 1901. خبت نجم الجمهوريانية بعد قيام الاتحاد، ولكنها استعادت زخمها في نهاية القرن العشرين بعد نجاح تغييرات قانونية وسوسيو-ثقافية في تخفيف شدة الارتباط بين أستراليا والمملكة المتحدة.
من ناحية سياسية، يدعم الجمهوريانية بشكل رسمي كلّ من حزب العمال، وحزب الخضر، وبعض أعضاء الحزب الليبرالي في البرلمان الأسترالي. في استفتاء العام 1999، رفض الناخبون الأستراليون مقترحًا بإقامة جمهورية أسترالية يُعيّن فيها رأس الدولة من طرف البرلمان. قد يُعزى ذلك إلى حقيقة أن العديد ممّن كانوا في جانب «نعم» صوّتوا بـ«لا» في الاستفتاء رفضًا لفكرة تعيين البرلمان لرأس الدولة بدلًا من انتخاب الشعب له. جاء هذا رغم إظهار نتائج الاستطلاعات ميل الغالبية العظمى من الأستراليين للنظام الجمهوري آنذاك.

## قبل اتحاد أستراليا
يُعتبر مربي الماشية والسياسي هوراشيو ويلز أول مَن تبنى الأيديولوجية الجمهوريانية الأسترالية بشكل علني في مجلته «ذا كيرينسي لاد»، التي نُشرت لأول مرة في سيدني في العام 1832. نظرًا لكونه ابن رجل مُدان، كرّس ويلز نفسه لقضية التحرر وناصر مصالح أوائل الأوروبيين المولودين في أستراليا.

كان بعض القادة والمشتركين في تمرد يوريكا ستوكيد في العام 1854 يتبنون أراء جمهورية، واستُخدم الحدث لتشجيع فكرة الجمهوريانية في السنوات اللاحقة، مع رفع علم يوريكا لارتباطه ببعض المجموعات الجمهورية. تأسست الرابطة الجمهورية الأسترالية استجابة لتمرد يوريكا ستوكيد، ونادت بإلغاء منصب الحكام وألقابهم، ومراجعة نظام العقوبات، ودفع مستحقات أعضاء البرلمان، وتأميم الأرض، وتأسيس جمهورية أسترالية فيدرالية مستقلة عن الإمبراطورية البريطانية. ذكر ديفيد فلينت، المسؤول في جماعة أستراليون مع الملكية الدستورية، ذكر أنه ثمة حركة ظهرت وأبدت دعمها لسياسة «أستراليا البيضاء»؛ على كل حال، فالسلطات البريطانية في وايت هول كانت تعارض قوانين الفصل العنصري. يشير فلينت أنه في محاولة منهم للتحايل على تشريع وستمنستر، فقد اقترح أولئك الذين يدعمون سياسات الفصل العنصرية أن تستقل أستراليا كجمهورية عن الإمبراطورية البريطانية. كان أحد الحضور في اجتماعات الرابطة الجمهورية الأسترالية هو الشاعر المولود في أستراليا هنري لوسن، الذي كتب قصيدته الأولى بعنوان أنشودة إلى الجمهورية، في مجلة ذا ريبابليكان.
«اطرحوا من تحت سمواتكم الصافية
أخطاء العالم القديم وجرائمه وأكاذيبه».
-هنري لوسن، أنشودة إلى الجمهورية.

### تأسيس اتحاد أستراليا وانحسار مد الجمهوريانية
في مؤتمر اتحاد أستراليا حيث قُدمت أول مسودة أصبحت لاحقًا الدستور الأسترالي في العام 1891، قال رئيس وزراء نيو ساوث ويلز الأسبق جورج دبز أن «المصير المحتوم لشعب هذه البلاد العظيمة» هو تأسيس «جمهورية أستراليا». خبت الحماسة تجاه الجمهوريانية في تسعينيات القرن التاسع عشر بعد أن وجهت الحركة العمالية انتباهها صوب اتحاد أستراليا. تضاءل زخم الحركة الجمهورية أكثر فأكثر بعد الحرب العالمية الأولى. من ناحية وجدانية، واكب الدعم الوطني لجهود الحرب ولاءٌ متجدد للمَلكية. تخلت ذا بوليتين عن الجمهوريانية وانقلبت إلى صحيفة محافظة موالية للإمبراطورية. تشكلت رابطة المحاربين القدماء في العام 1916 وأصبحت معقلًا هامًا لترويج المشاعر الموالية للمَلكية.
كانت الأحزاب المحافظة موالية للمَلكية بشكل حماسي. أما حزب العمال، رغم تنظيمه حملات لتحقيق استقلال أسترالي أوسع ضمن الإمبراطورية البريطانية ودعمه تعيين أستراليين في منصب الحاكم العام، فلم يضع فكرة المَلكية ذاتها في موضع التساؤل. في ظل حكومة العمال التي قادها جون كورتين، أحد أعضاء العائلة المالكة، عُيّن الأمير هاري، دوق جلوستر، حاكمًا عامًا خلال الحرب العالمية الثانية. شهدت زيارة الملكة إليزابيث الثانية في العام 1954 خروج 7 ملايين أسترالي (من أصل 9 ملايين نسمة) لمشاهدتها.

### حقبة حكومة ويتلام
بعد عملية تفكير ودرس استمرت طوال خمسينيات وستينيات القرن العشرين بخصوص إعادة توجيه التدفقات التجارية، قررت بريطانيا في أواخر الستينيات إعادة توجيه سياساتها التجارية والاقتصادية من دول الكومنولث إلى السوق الأوروبية المشتركة، وشهدت ستينيات وسبعينيات القرن العشرين تخفيضًا مماثلًا في العلاقة الاقتصادية بين بريطانيا ومجالات علاقاتها الكبرى، أستراليا مثالًا. في العام 1967، خُفضت قيمة الباوند الأسترليني، ولكن أستراليا لم تحذو حذو تلك الممارسة، وبدلًا من ذلك، اتجهت إلى تثبيت العملة بين الدولار الأسترالي والباوند الأسترليني بسعر صرف مختلف. في العام 1971، غيّرت أستراليا أساس ربط العملة بكامله إلى الدولار الأمريكي، وفي يونيو 1972 ردت بريطانيا على هذا الإجراء وغيره من التغييرات الناجمة عن تقلص المشاركة الاقتصادية البريطانية في العالم بتقليص منطقة الأسترليني، مُنهية بذلك فعليًا الاتحاد المالي السابق.
جاء انتخاب حكومة ذات أغلبية عمالية بمثابة إعلان نهاية الحقبة التي اعتبر بها الأستراليون أنفسهم جزءًا من دول الكومنولث (الإمبراطورية البريطانية سابقًا)، وعزز ذلك تطبيق حكومة ويتلام حزمة إصلاحات رسّخت الاستقلال الوطني الأسترالي.
انتهى عهد حكومة ويتلام في العام 1975 بأزمة دستورية شهدت حلّ الحاكم العام جون كير الحكومة وتعيين قائد المعارضة مالكولم فريزر رئيسًا للوزراء، في حركة لم تُستشر بها الملكة. عندما طُلب من الملكة التدخل بعد حل الحكومة، رفضت ذلك قائلة إنه لا صلاحية لها بالتدخل وفقًا للدستور الأسترالي. مع ذلك، أثار الحدث تساؤلات عن جدوى الحفاظ على منصب «رمزي» يحظى بالعديد من السلطات السياسية الهامة، واحتمالية وجود رئيس أسترالي يحظى بنفس السلطات، وماهية الإجراءات التي كان من الممكن أن يتخذها في نفس الظروف.

### قانون أستراليا وغيره من التغييرات
واصلت التحركات في أماكن مختلفة من دول الكومنولث بتخفيض العلاقات بين أعضاء الكومنولث، بما فيها بريطانيا وأستراليا. في العام 1982، غيرت بريطانيا قوانينها المتعلقة بالجنسية لتُزيل مواطني الكومنولث (ومواطني المملكة المتحدة، الذين أصبحوا الآن مواطنون بريطانيون) من خانة «مواطن بريطاني»، والتي كانت حتى ذلك الحين حالة قانونية يشترك بها جميع مواطنو دول الكومنولث. في حالة شبيهة لقبولها المتأخر بتشريع وستمنستر، كانت أستراليا مرة أخرى هي آخر دول الكومنولث التي اعتمدت التغيير السابق في قوانينها الوطنية: إلغاء تصنيف «مواطنون بريطانيون» من القانون الأسترالي في العام 1987.
في العام 1986، دخل قانون أستراليا في حيز التنفيذ، ووضع تبعًا ذلك نهاية لباقي العلاقات –النظرية بغالبها– بين السلطات التشريعية والقضائية في المملكة المتحدة والولايات والأقاليم الأسترالية. قضت المحكمة العليا فيما بعد ضمن قضية سو مقابل هيل أن هذا القانون يؤكد على أن بريطانيا وأستراليا دولتان مستقلتان يوجد لهما نفس الملكة على رأس الدولة.
في نفس الوقت تقريبًا، بدأت إزالة الإشارات إلى المَلكية في بعض المؤسسات. على سبيل المثال، في العام 1993، استُبدل قسَم المواطَنة الذي كان يضم العهد بالولاء للعاهل الأسترالي، بالقسَم على الولاء «لأستراليا وشعبها». علاوة على ذلك، حذفت ولاية كوينزلاند كل ما يشير إلى المَلكية من قوانينها، لتتخذ قوانينها خاصية التصديق مِن قبل برلمانها وسمة «الإلزام في ولاية كوينزلاند»، وليس في دول التاج البريطاني. (فيما بعد، اتخذت دول أخرى والكومنولث سياسات مشابهة).